# زن فالیک
زن فالیک (به انگلیسی: Phallic Woman) مفهومی در روانکاوی است که به توصیف زنی می‌پردازد که دارای ویژگی‌های نمادین آلت مردانه باشد. این مفهوم، به‌طور کلی هر زنی را توصیف می‌کند که دارای ویژگی‌های سنتی مردانه باشد.

## مادر فالیک
زیگموند فروید معتقد بود که کودکان هر دو جنس در مرحله فالیک، داشتن آلت تناسلی را به مادر نسبت می‌دهند، اعتقادی که از دست دادن آن به تسریع عقده اختگی کمک می‌کند. پس از آن، مردان ممکن است به دنبال جایگزین‌های فتیش جنسی در زنان برای آلت از دست رفته به شکل کفش‌های پاشنه بلند، گوشواره یا موهای بلند بگردند تا خطر اختگی را کاهش دهند.

## دختر فالوس
لیبیدو به جای جست‌وجو یا همذات پنداری با مادر فالیک، ممکن است معطوف به شخصیتی باشد که دختر فالوس (به انگلیسی: Phallus Girl) نامیده می‌شود. برای مرد، دختر فالوس ممکن است به شکل یک دختر کوچک‌تر (شاید پسرانه) دیده شود که در آن می‌تواند تصویری از نوجوانی خود بیابد. برای زن، چنین موقعیتی ممکن است به صورت یک رفتار مطیعانه و مغلوب یا به شکل رفتاری مردانه بروز کند.